# Denis Mukwege
Denis Mukwege, (Bukavu, 1. ožujka 1955.), kirurg je iz Demokratske Republike Kongo, specijalist ginekologije. Dobitnik je Nobelove nagrade za mir 2018. godine zajedno s Nadiom Murad za borbu protiv korištenja masovnih silovanja kao oružja u ratovima.

Mukwege radi u bolnici Panzis u Bukavu na istoku DR Kongo. Za svoje zalaganje za silovane žene u ratu u Kongu, dobio je 2008. Nagradu Ujedinjenih naroda za ljudska prava i Nagradu Olofa Palmea, 2013. dobio je "alternativnu Nobelovu nagradu" Right Livelihood Award a 2014. dobio je Nagradu Saharov za slobodu misli.